# Головкіно (Калінінградська область)
Головкіно (рос. Головкино) (лит. Nemunynas, трансліт. Нямунінас) — селище Полєського району, Калінінградської області Росії. Входить до складу Головкінського сільського поселення.
Населення —  352 особи (2015 рік). 

## Населення
| 2002 | 2010 |
| ---- | ---- |
| 461  | ↘352 |